# Памятник Высоцкому (Ейск)
Памятник Владимиру Высоцкому — памятник (бюст), посвящённый советскому певцу, актёру и поэту Владимиру Высоцкому. Установлен в городе Ейске (Краснодарский край) на одной из аллей парка имени Ивана Поддубного.

## История
Открытие памятника состоялось в городе Ейске 25 июля 2014 года (в 34-ю годовщину со дня смерти Высоцкого) в парке имени Ивана Поддубного. Памятник был установлен в рамках проекта «Аллея Российской Славы».
На открытии присутствовал председатель Ейского городского и районного общества «Боевое братство» Финат Шайхулин:

«Он был настоящий. Как бы его ни клевали, он всегда говорил правду. В то время, когда за два слова правды, за одно слово правды можно было и 10, и 15 лет получить лагерей. Тем не менее, он говорил правду, он учил нас, какими мы должны быть».
— Финат Шайхулин

## Описание памятника
Памятник представляет собой бронзовый бюст Владимира Высоцкого на бронзовом постаменте, на котором написаны отрывки (слева, спереди и справа) из двух стихотворений поэта:
У автомата — в нём ума палата —

Стою я, улыбаюсь глуповато.

Такое мне ответил автомат!..

Невероятно — в Ейске

Почти по-европейски —

Свобода слова, если это мат.«Через десять лет» (слева)
Если мясо с ножа ты не ел ни куска,

Если руки сложа наблюдал свысока,

И в борьбу не вступил с подлецом,

с палачом,

Значит в жизни ты был ни при чём,

ни при чём...«Баллада о борьбе» (спереди)
Зря я дёргаюсь: Ейск не Бейрут,

Пассажиры спокойней ягнят,

Террористов на рейс не берут,

Неполадки к весне устранят.Продолжение «Через десять лет» (справа)
Высота памятника — около 3-х метров.